# Atomotricha chloronota
Atomotricha chloronota är en fjärilsart som beskrevs av Edward Meyrick 1914. Atomotricha chloronota ingår i släktet Atomotricha och familjen praktmalar, Oecophoridae. Inga underarter finns listade i Catalogue of Life.